# Qui scribit, bis legit
 Qui scribit, bis legit лат.(изговор: кви скрибит бис легит) Ко пише, двапут чита .

## Поријекло изреке
Није познато ко је изрекао ову мисао.

## Значење
Старо латинско гесло: онај ко препише неки текст, запамти више – јер он га је двапут прочитао. Значи, за боље разумiјевање текста неопходно га је преписати, а то је исто као да га је двапут прочитао.